# Glacier Collier
Le glacier Collier (en anglais : Collier Glacier) se trouve dans l'État de l'Oregon, aux États-Unis. Le glacier est situé dans la chaîne des Cascades, sur le flanc ouest du volcan North Sister à une altitude supérieure à 2 400 mètres.